# Rzeszów
Rzeszów (pronunțat în polonezăⓘ) este un oraș din sud-estul Poloniei (regiunea istorică Galiția). Este centru administrativ al Voievodatului Subcarpatia, având, conform datelor din 3 noiembrie 2014, o populație de 185,242 locuitori.
Accesul, pe calea aerului, se poate face prin Aeroportul Internațional Jasionka aflat la numai 12 kilometri, în nordul orașului. De asemenea, gara centrală a orașului face legătura cu toate orașele importante din Polonia. Parcul industrial pentru Știință și Tehnologii Avansate al Carpaților Inferiori, specializat pe noi tehnologii, se regăsește în Rzeszów, alături de un număr important de universități de stat. Printre acestea se numără Universitatea din Rzeszów (cu 12 departamente), Universitatea pentru Tehnologie din Rzeszów, precum și câteva universități private, Universitatea de Management și Tehnologia Informației fiind una dintre cele mai mari universități private din Polonia. Orașul are 3 consulate onorifice (Germania, Slovacia și Ucraina), fiind un membru al Uniunii de mitropolii poloneze și Asociația Eurocities - o asociație de orașe din toată Europa. Fostă reședință a nobilimii poloneze.
În ultimii ani turismul a cunoscut o dezvoltare importantă în Rzeszów. Astfel, monumente precum Castelul Familiei Lubomirski, Sinagoga din „Orașul Vechi”, Complexul Monahal Bernardinen, Muzeul Orașului Rzeszów, Galeria Szajna sau Teatrul Wanda Siemaszkowa fac din Rzeszów o destinație turistică tot mai solicitată .Din anul 1969, odată la doi ani, în luna iulie, aici se organizează Festivalul Internațional al Grupurilor Folclorice ale Polonezilor din Străinătate, o manifestare cultural-artistică ce animă întregul oraș.

## Istorie

### Istoria recentă
În aria orașului Rzeszów, primii locuitori au apărut în Era Paleolitic, arheologii descoperind o unealtă din această perioadă la situl Rzeszów 25. La mijlocul secolului 6 î.e.n., primii fermieri au apărut în zona actuală a orașului, cel mai probabil prin Poarta Moraviană. Mai târziu, Rzeszów a fost așezare pentru Cultura Lusatiană, urmată apoi de Cultura Przeworsk.
În secolul 5 e.n. apar primii Slavi, fapt confirmat de numeroase descoperiri arheologice. Cel mai probabil, până în acel moment, Rzeszów era locuit de vistulieni. La un moment dat, între secolele 11 și 13 e.n., orașul a fost anexat de rutenieni. Prinții polonezi ai dinastiei Piast l-au anexat în anul 1264 și în orașul Tarnów a avut loc o întâlnire a Prințului Bolesław V the Chaste și a Prințului Daniel de Galiția în urma cărora au stabilit ca granița să fie între Rzeszów și Czudec (Rzeszów aparținea Rutheniei Roșii, în timp ce Czudec și Strzyżów aparțineau Poloniei Inferioare).
După unificarea Poloniei (vezi Testamentul lui Bolesław III Wrymouth), Rzeszów a rămas în Rutenia până în anul 1340, când Casimir al III-lea cel Mare a anexat Rutenia Roșie, invitându-i pe cavalerii lui să guverneze noul teritoriu.
Conform anumitor surse, la vremea aceea Rzeszów era locuit încă de Walddeutsche și era denumit Rishof (în timpul celui de al II-lea Război Mondial, germanii l-au redenumit Reichshof). Orașului i-au fost garantate drepturile Magdeburg, deținând o morgă, o piață și un cimitir, suprafața acestuia fiind de 1,5 km2 
Regulile Magdeburg au garantat autorităților locale puterea de a pedepsi criminalii, construirea de fortificații și aplicarea taxelor.

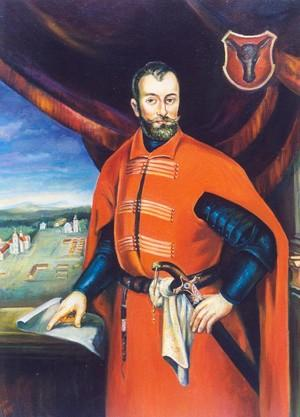
Mikołaj Spytek Ligęza

În 1458 Rzeszów a fost ars de către Tătari și Vlahi, iar în 1502 Tătarii îl distrug din nou. Mai devreme, în anul 1427, Rzeszów a ars din temelii în urma unui mare incendiu, dar și-a revenit după aceste evenimente grație poziției favorabile a acestuia pe principalele rute Vest- Est (Kraków - Lwów) și Nord- Sud (Lublin - Slovacia). În secolul 15 se stabilesc primii Evrei în Rzeszów. Secolul 16 a fost unul prosper pentru oraș, în special în timpul domniei lui Mikołaj Spytek Ligęza
(din anii 1580), care a investit în infrastructură, construind un castel, o biserică Bernadină și o mănăstire. Rzeszów avea aproximativ 2500 locuitori, cu o comunitate evreiască în ascensiune rapidă. Orașului i-au fost garantate drepturi regale, incluzând privilegiul de a organiza mai multe piețe într-un an. În aceea perioadă, Rzeszów și-a extins fostele granițe medievale, marcate de fortificații. O nouă primărie a fost construită în anul 1591. 

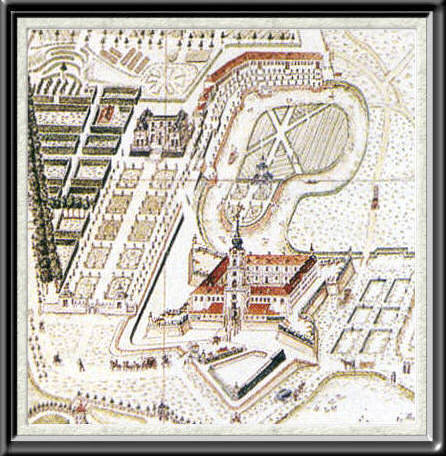
Palatul Lubomirski și împrejurimile. Fragment din panorama orașului Rzeszów de K.H. Wiedemann din 1762

În anul 1638 Rzeszów devine posesiune a puternicei și bogatei Familii Lubomirski, fiind centrul proprietăților vaste ale acestora. Inițial, orașul a prosperat și în anul 1658 se deschide primul colegiu din oraș, acum Școala Generală Nr.1. Perioada de prosperitate se apropia de sfârșit, fapt amplificat și de izbucnirea unor războaie și incendii, ce au devastat orașul. Rzeszów a fost inițial capturat de Suedezi în timpul 
The Deluge, apoi de trupele lui George II Rákóczi, conducând la Tratatul de Radnot. În timpul Marelui Război Nordic, Suedezii au cucerit din nou Rzeszów, în anul 1702, apoi diferite alte armate au ocupat orașul, prădându-l și distrugându-i casele.
La mijlocul secolului 18, populația orașului era alcătuită din Romano Catolici și Evrei în proporții aproape egale (50,1% respectiv 49,8%). În 1772, urmare a primei împărțiri a Poloniei, Rzeszów devine parte din Imperiul Austriac, de care va aparține timp de 146 de ani. La sfârșitul secolului 18, Rzeszów avea 3000 de locuitori. La mijlocul secolului 19 populația a crescut la aproximativ 7500 de locuitori, 40% dintre aceștia fiind Evrei. În 1858, Calea Ferată Galițiană a Arhiducelui Charles Louis ajunge la Rzeszów, fapt ce conduce la dezvoltarea accelerată a orașului.
În 1888 sunt puse în funcțiune primele linii telefonice, în 1900 iluminatul stradal cu lămpi cu gaz, iar în 1911 o centrală electrică și sistemul de alimentare cu apă. Populația crește la 23000 de locuitori, jumătate din populație fiind evreiască. Începe construcția mai multor clădiri moderne, majoritatea în stilul Secesionist.

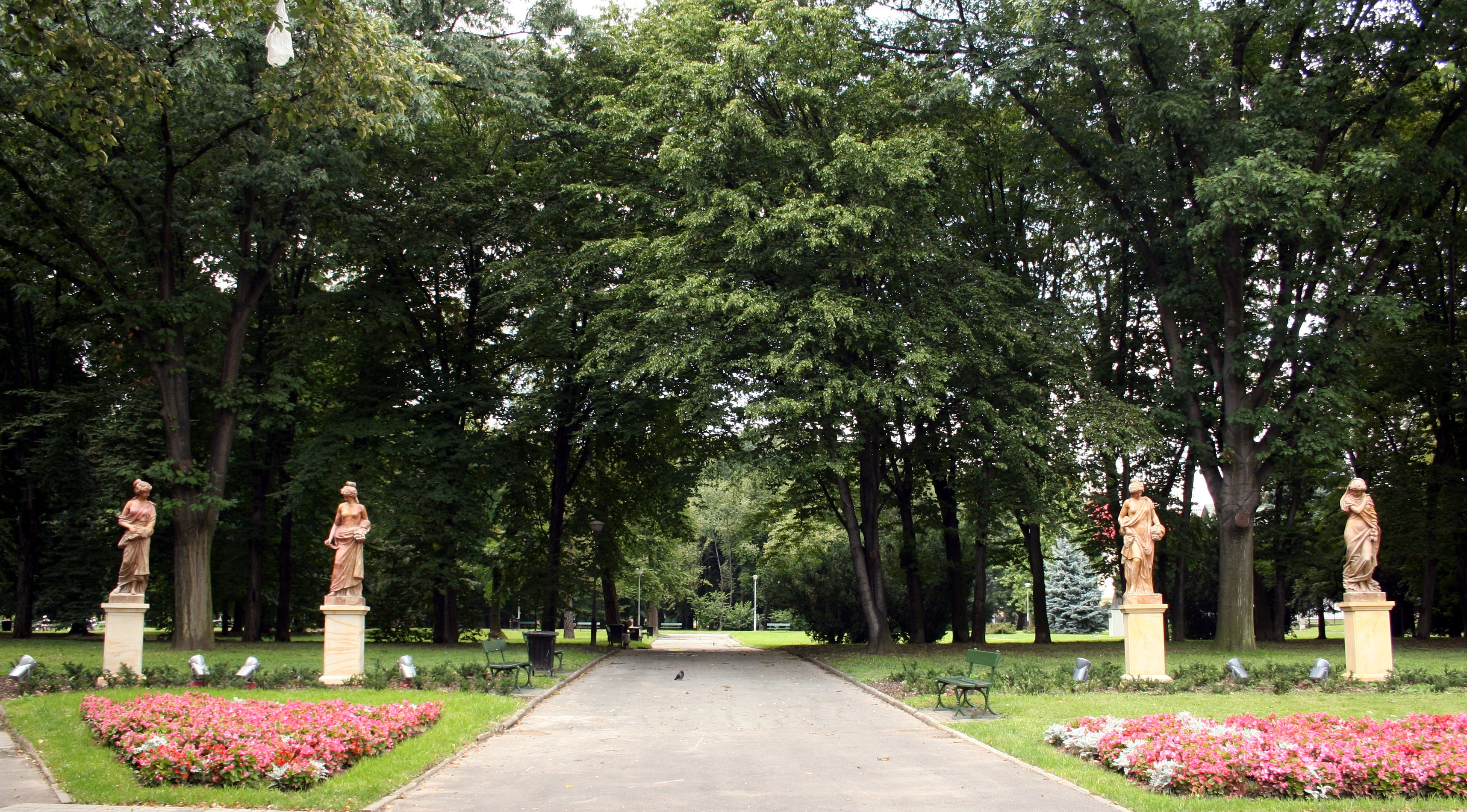
Parcul Solidarității din Rzeszów

În timpul Primului Război Mondial au loc mai multe bătălii în apropierea orașului. Rzeszów era gazda unei mari garnizoane a Armatei Austro Ungare, iar în orașul Przemyśl, aflat în apropiere, se afla o fortăreață importantă. În timpul bătăliei pentru Galiția de la sfârșitul verii anului 1914, trupele ruse se mută înspre Rzeszów, și, pe 21 Septembrie, îl capturează. Prima ocupație Rusă a durat doar 16 zile, încetând după un atac al Austriecilor din 4 Octombrie. Sub presiunea rușilor, austriecii nu au rezistat, astfel încât pe 7 Noiembrie rușii preiau din nou controlul orașului. La sfârșitul toamnei anului 1914, linia frontului era stabilită între Tarnów și Gorlice, Rzeszów devenind un important centru al Armatei Imperiale Ruse, având mari magazine de mâncare și muniție localizate aici. Ocupația Rusă a durat până la finalul lunii Mai 1915.
După ce Rușii au fost alungați din Galiția, Rzeszów a pierdut importanța militară. Administrația Austriacă a revenit, dar realitatea războiului și distrugerea orașului au avut un efect negativ asupra populației, calitatea vieții scăzând.

### De la Independența Poloniei
Pe 12 octombrie 1918, primarul orașului Rzeszów, împreună cu Consiliul Orașului, trimit un mesaj la Varșovia, anunțând susținerea pentru Guvernul Polonez Independent. Pe 1 Noiembrie, după luptele cu trupele Austriece și Germane, Rzeszów a devenit un oraș liber, și, pe 2 Noiembrie, primarul Roman Krogulski și-a luat angajamentul de credință față de statul Polonez. În timpul Primului Război Mondial, aproximativ 200 de locuitori ai orașului au murit, infrastructura a fost distrusă, precum și aproximativ 60 de case.
În 1920, Rzeszów devine capitala unui județ în Voievodatul Lwów. Orașul se dezvoltă, iar crearea Zonei Industriale Centrale are un impact major asupra orașului Rzeszów. Acesta devine un important centru al industriei defensive, Uzina de Stat pentru Aviație deschizându-se aici în anul 1937, fiind de asemenea gazdă pentru o garnizoană mare a Armatei Poloneze, a 10- cea Brigadă Motorizată de Cavalerie staționând aici. În 1939, Rzeszów avea 40000 de locuitori, dar dezvoltarea rapidă a fost stopată de Invadarea Poloniei.
Pe 6 septembrie 1939, Rzeszów a fost bombardat de Luftwaffe. Orașul a fost apărat de a 10-a Brigadă de Cavalerie și de al 24-lea Regiment Uhlan din Kraśnik.
Atacurile germane au început în după amiaza zilei de 6 Septembrie, iar Wehrmacht a intrat în oraș în dimineața zilei următoare. Rzeszów, redenumit Reichshof, devine parte a Guvernului General, în 1941 fiind deschis aici un ghetou, ai cărui deținuți evrei au fost uciși în Lagărul de exterminare Belzec.
În timpul războiului, Rzeszów a fost un centru principal al rezistenței Poloneze (Armata Teritorială, AK), Inspectoratul AK din Rzeszów acoperind mai multe județe. Pe 25 Mai, în timpul Acțiunii Kosba, soldații AK au ucis pe străzile din Rzeszów 2 membri Gestapo, Friederich Pottenbaum și Hans Flaschke. În vara anului 1944, în timpul operațiunii Tempest, unități ale Armatei Teritoriale au atacat pozițiile germane din oraș, și, pe 2 August, Rzeszów era în mâinile Armatei Teritoriale. Autoritățile Poloneze loiale Guvernului Polonez în Exil au încercat să negocieze cu Sovieticii, dar fără succes. NKVD a deschis imediat o închisoare în beciurile Castelului Rzeszów, trimițând acolo un număr de soldați ai Armatei Teritoriale. În noaptea de 7/9 octombrie 1944, o unitate a Armatei Teritoriale sub comanda lui Lukasz Cieplinski au atacat castelul , în încercarea de a elibera 400 de colegi captivi acolo. Atacul a eșuat, Cieplinski fiind ulterior capturat și executat în 1951 în Închisoarea Mokotów. 
Pe 7 iulie 1945, Rzeszów devine capitala nou creatului Voievodat Rzeszów, cuprinzând județe antebelice din vestul Voievodatului Lwów  plus câteva județe antebelice din estul Voievodatului Kraków . Decizia a avut un impact major asupra orașului, acesta dezvoltânduse rapid. Au fost construite noi birouri ale guvernului regional creat, și, în 1951, mai multe sate învecinate au fost anexate de oraș, suprafața acestuia crescând la 39 km2. În 1971 și 1977, alte sate au mai fost anexate. La începutul anului 1981, Rzeszów a fost un centru principal protestelor țăranilor, care, timp de 50 de zile, au ocupat birourile oficialităților locale, eveniment soldat cu semnarea Acordului Rzeszów - Ustrzyki și crearea Solidarității Rurale.
La 1 ianuarie 1999, orașul devine capitala Voievodatului Podcarpatia. Populația crecuse la 170,000 și suprafața acestuia la 91,43 km2. 

### Holocaustul
Până la declanșarea celui de al II-lea Război Mondial, în Rzeszów trăiau 14,000 de Evrei, reprezentând mai mult de o treime din totalul populației.
Orașul a fost ocupat de Armata Germană în data de 10 septembrie 1939, fiind redenumit în "Reichshof". Persecuția evreilor a început aproape imediat, la sfârșitul anului 1939 fiind 10 Lagăre de muncă forțată în regiunea Rzeszów, cu marea majoritate a Evreilor deveniți sclavi. Evreii au fost nevoiți să trăiască în ghettourile controlate de Gestapo.
Mulți Evrei au reușit să fugă în Polonia ocupată de Uniunea Sovietică. Până în Iunie 1940, numărul Evreilor din Rzeszów scăzuse la 11,800, din care 7,800 erau rezidenți antebelici ai orașului; restul erau refugiați din satele învecinate. Viața în ghetou era imposibilă și sute de oameni au murit. În timpul războiului, aproximativ 20,000 de Evrei au fost omorâți în ghetoul din Rzeszów. Acest număr include mii de oameni care au fost trimiși în Rzeszów doar ca deportați sau omorâți la scurt timp după ce au ajuns. În toamna anului 1943 majoritatea Evreilor utilizați ca forță de muncă au fost transportați cu Trenurile Holocaustului în noul Lagăr de Concentrare Szebnie. O lună mai târziu, pe 5 noiembrie 1943, aproximativ 2,800 de Evrei au fost trimiși de acolo la moarte în Lagărul de concentrare Auschwitz.  Din populația evreiască inițială a orașului Rzeszów de 14,000 de oameni, doar 100 au supraviețuit războiului în Rzeszów, ascunzânduse în toată Polonia, precum și în alte lagăre. După război, alți aproximativ 600 de evrei din Rzeszów s-au întors din Uniunea Sovietică. Ulterior, marea majoritate a acestora au părăsit orașul și țara.

### Vizita Papei
În 1991, Papa Ioan Paul al II-lea vizitează Rzeszów. În timpul festivităților, la care au luat parte aproape 1,000,000 de oameni, papa l-a beatificat pe preotul Józef Sebastian Pelczar, fost preot de Przemyśl. Pe data de 25 martie 1992, Papa Ioan Paul al II-lea întemeiază noua Dioceză de Rzeszów. Orașul Rzeszów devine centrul administrativ al noii Dioceze și Biserica Sfintei Inimi devine noua catedrală a orașului.

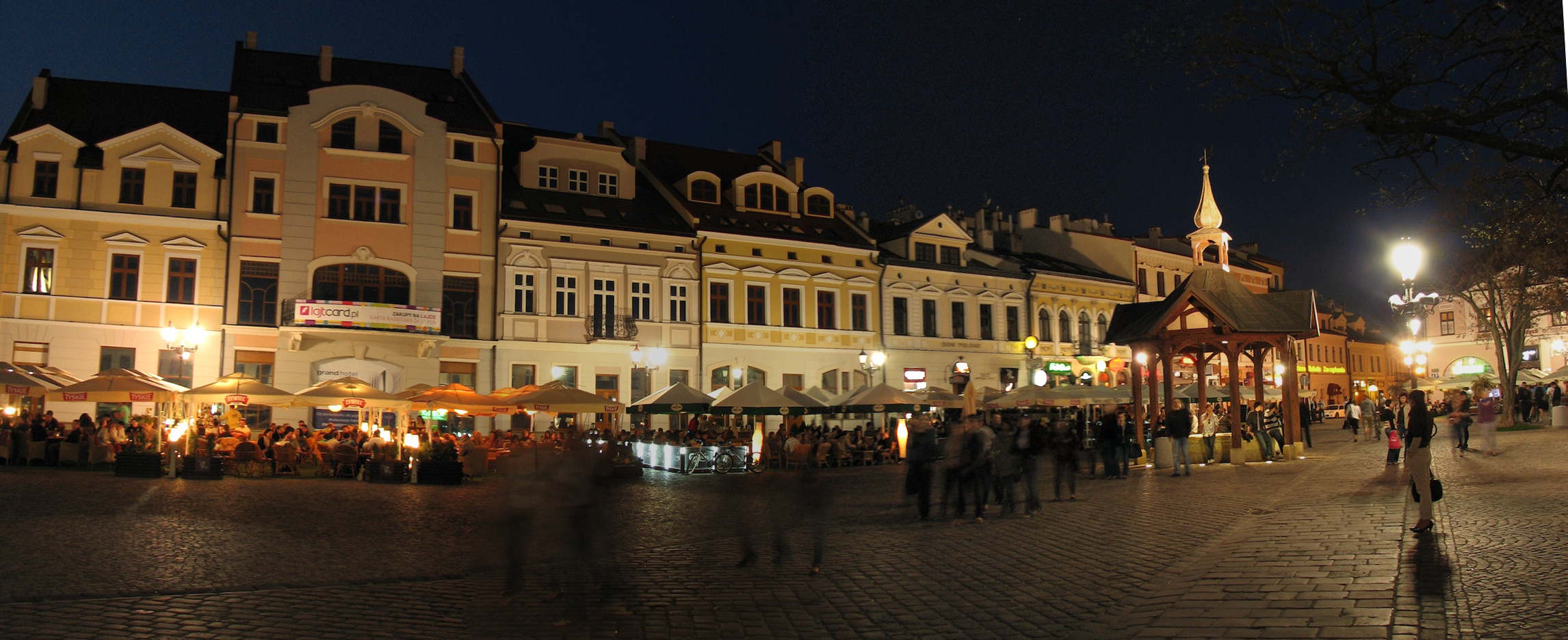
Piață în Rzeszów

### Altele
În 2004, Rzeszów a găzduit Olimpiada de Informatică a Europei Centrale (CEOI).

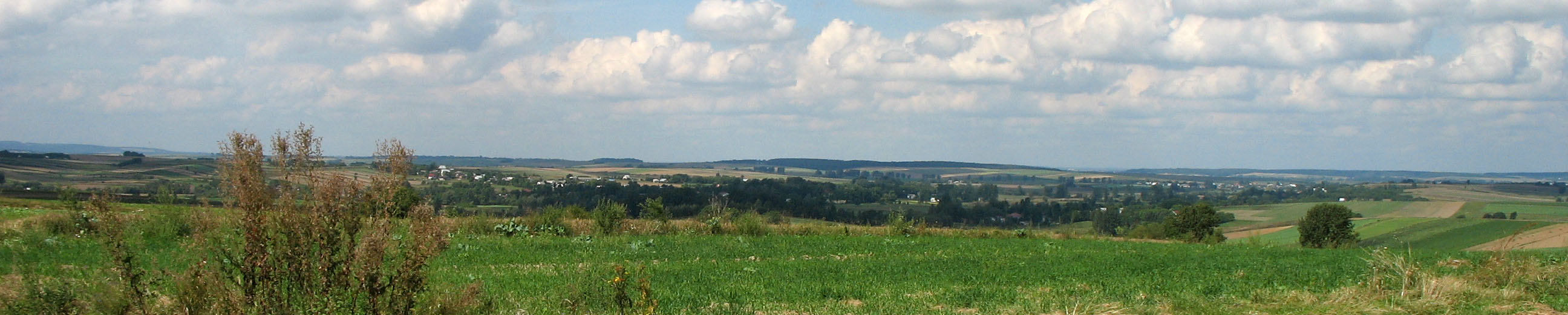
Împrejurimile rurale ale orașului Rzeszów

## Educație
Universități:

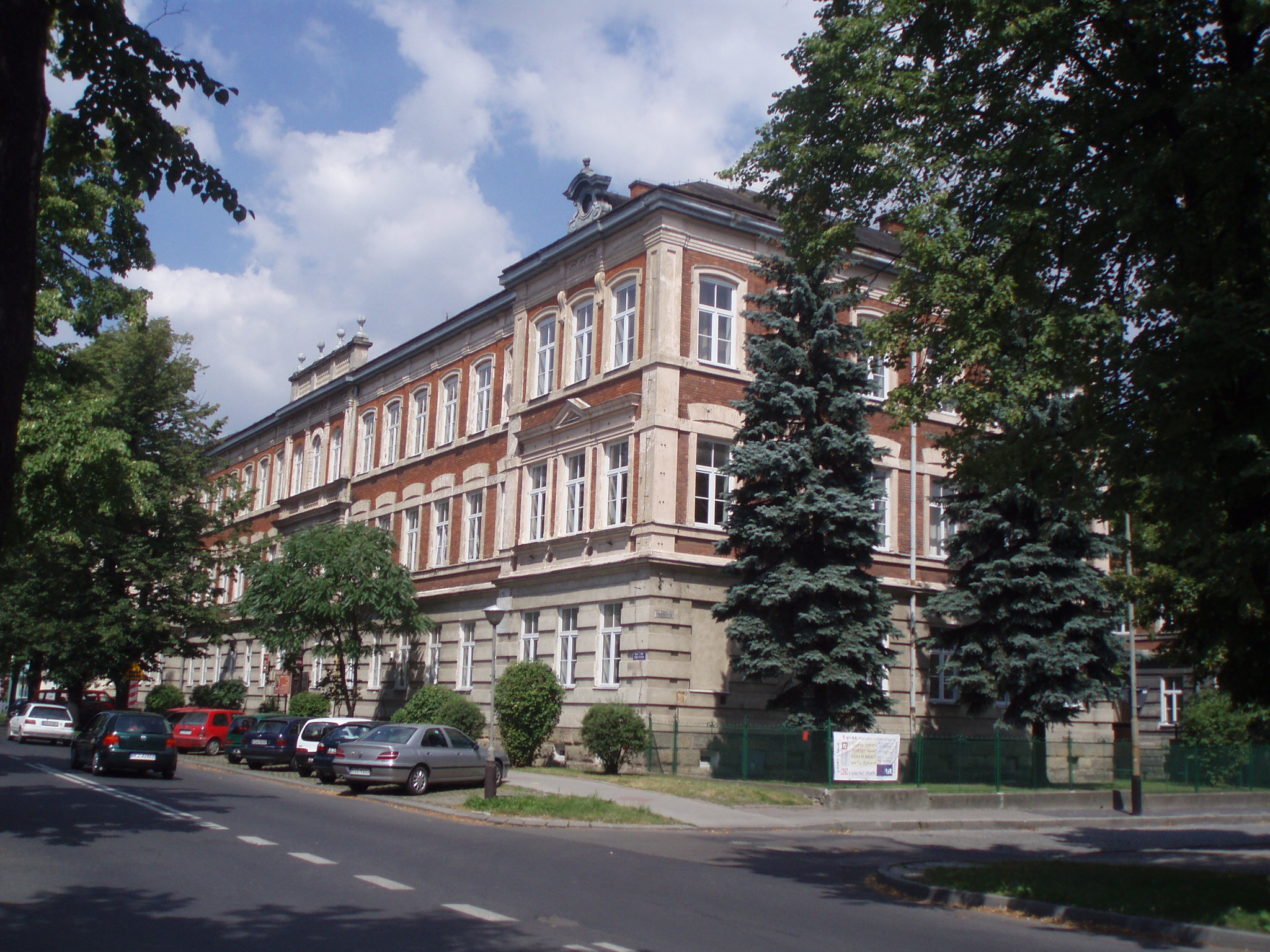
Universitatea din Rzeszów

- Universitatea Rzeszów (fondată în 2001 din mai multe școli mici)[5]
- Universitatea Tehnologică din Rzeszów (formată din Școala Superioară de Inginerie în 1974)
- Universitatea pentru Tehnologia Informației și Management din Rzeszów (fondată în 1996) website
  - Filiale în Dębica, Krosno și Nisko
- Wyższa Szkoła Zarządzania website[nefuncțională – arhivă]
- Wyższa Szkoła Prawa i Administracji (Școala de Drept și Administrație Publică) în Przemyśl, filiala din Rzeszów (stabilită în 1995) website

Licee importante:
- Liceul Konarski Nr.1 din Rzeszów
- Liceul Ioan Paul al II-lea

## Transport

Harta orașului Rzeszów

### Tranzit
Rzeszów este situat pe principala Rută Europeană Vest-Est , ce pornește de la Calais în Franța și traversează Germania, Polonia, Ucraina, Rusia și Kazahstan. În Polonia, ruta E40 este reprezentată de  Autostrada A4 și de Drumul Național DK4. În orice caz,   nu este la standardul de autostradă în zona Rzeszów - astfel, ea este, conform standardelor occidentale, doar o șosea principală cu o bandă pe sens. Alte orașe poloneze situate pe ruta E40 sunt: Wrocław, Opole, Katowice, Kraków, Tarnów și Przemyśl.
În ultimii ani, prin modernizarea drumurilor din oraș, precum și prin implementarea unui sistem de trafic inteligent, accesul prin oraș se realizează foarte facil.
Autostrada A4 reprezintă centura ocolitoare, trecând prin nordul districtului Rzeszów.
Radio În Rzeszow emit mai multe posturi de radio, dintre care cele mai importante sunt următoarele:
- Radio Rzeszów
- Radio Eska Rzeszów
- Akademickie Radio Centrum
- Katolickie Radio Via
- Radio RES
- Radio Maryja

Teatre În prezent aici în Rzeszow există, pentru amatorii de artă teatrală următoarele teatre:   
- Teatrul Wanda Siemaszkowa
- Theatrul Maska
- Teatrul de Dans Rzeszow

Rzeszów este un oraș înfrățit, din anul 2007, cu municipiul Satu Mare din România.

## Personalități născute aici
- Jan August Kisielewski (1876 - 1918), dramaturg;
- Juliusz Kaden-Bandrowski (1885 - 1944), scriitor, jurnalist;
- Stanisław Wędkiewicz (1888 - 1963), lingvist;
- Fred Zinnemann (1907 - 1997), regizor
- Jerzy Grotowski (1933 - 1999), regizor austriaco-american;
- Tomasz Stańko (1942 - 2018), muzician;
- Justyna Steczkowska (n. 1972), cântăreață;
- Anja Rubik (n. 1983), fotomodel, antreprenor.